# Kwas arabinowy
Kwas arabinowy – organiczny związek chemiczny z grupy kwasów cukrowych, który, wraz ze swoimi solami wapniowymi, magnezowymi i potasowymi, w postaci polisacharydu jest głównym składnikiem gumy arabskiej. Może zostać uzyskany poprzez działanie kwasem mineralnym na gumę arabską i następne dodanie alkoholu. Rozpuszcza się w wodzie, chyba że zostanie uprzednio wysuszony.